# North American Soccer League (2017)
North American Soccer League w roku 2017 był siódmym sezonem tych rozgrywek. Po raz pierwszy w historii mistrzem NASL został klub San Francisco Deltas, natomiast wicemistrzem – New York Cosmos.

## Sezon zasadniczy

### Runda wiosenna
| Lp. | Drużyna              | M  | Z  | R | P  | BZ | BS | Punkty | Uwagi    |
| --- | -------------------- | -- | -- | - | -- | -- | -- | ------ | -------- |
| 1.  | FC Miami             | 16 | 11 | 3 | 2  | 33 | 11 | 36     | Play Off |
| 2.  | San Francisco Deltas | 16 | 7  | 5 | 4  | 17 | 20 | 26     |          |
| 3.  | New York Cosmos      | 16 | 6  | 6 | 4  | 22 | 21 | 24     |          |
| 4.  | Jacksonville Armada  | 16 | 6  | 6 | 4  | 17 | 16 | 24     |          |
| 5.  | FC North Carolina    | 16 | 6  | 3 | 7  | 21 | 22 | 21     |          |
| 6.  | Indy Eleven          | 16 | 4  | 8 | 4  | 21 | 22 | 20     |          |
| 7.  | FC Edmonton          | 16 | 4  | 1 | 11 | 11 | 21 | 13     |          |
| 8.  | FC Puerto Rico       | 16 | 1  | 6 | 9  | 19 | 28 | 9      |          |

### Runda jesienna
| Lp. | Drużyna              | M  | Z  | R | P | BZ | BS | Punkty | Uwagi    |
| --- | -------------------- | -- | -- | - | - | -- | -- | ------ | -------- |
| 1.  | FC Miami             | 16 | 10 | 3 | 3 | 28 | 17 | 33     | Play Off |
| 2.  | San Francisco Deltas | 16 | 7  | 7 | 2 | 24 | 15 | 28     |          |
| 3.  | FC North Carolina    | 16 | 5  | 9 | 2 | 25 | 15 | 24     |          |
| 4.  | New York Cosmos      | 16 | 4  | 9 | 3 | 34 | 30 | 21     |          |
| 5.  | Jacksonville Armada  | 16 | 4  | 7 | 5 | 21 | 22 | 19     |          |
| 6.  | FC Puerto Rico       | 16 | 4  | 4 | 8 | 13 | 23 | 16     |          |
| 7.  | FC Edmonton          | 16 | 3  | 5 | 8 | 14 | 21 | 14     |          |
| 8.  | Indy Eleven          | 16 | 3  | 4 | 9 | 18 | 34 | 13     |          |

### Tabela generalna
| Lp. | Drużyna              | M  | Z  | R  | P  | BZ | BS | Punkty | Uwagi    |
| --- | -------------------- | -- | -- | -- | -- | -- | -- | ------ | -------- |
| 1.  | FC Miami             | 32 | 21 | 6  | 5  | 61 | 28 | 69     | Play Off |
| 2.  | San Francisco Deltas | 32 | 14 | 12 | 6  | 41 | 35 | 54     | Play Off |
| 3.  | FC North Carolina    | 32 | 11 | 12 | 9  | 46 | 37 | 45     | Play Off |
| 4.  | New York Cosmos      | 32 | 10 | 15 | 7  | 56 | 51 | 45     | Play Off |
| 5.  | Jacksonville Armada  | 32 | 10 | 13 | 9  | 38 | 38 | 43     |          |
| 6.  | Indy Eleven          | 32 | 7  | 12 | 13 | 39 | 56 | 33     |          |
| 7.  | FC Edmonton          | 32 | 7  | 6  | 19 | 25 | 42 | 27     |          |
| 8.  | FC Puerto Rico       | 32 | 5  | 10 | 17 | 32 | 51 | 25     |          |

Aktualne na 12 kwietnia 2018. Źródło:
Zasady ustalania kolejności: 1. liczba zdobytych punktów; 2. różnica zdobytych bramek; 3. większa liczba zdobytych bramek.

## Play off

### Półfinał
| 5 listopada 2017 | Miami FC | 0:0 k. 5:6raport | New York Cosmos |  |
|                  |          |                  |                 |  |

| 6 listopada 2017 | San Francisco Deltas | 1:0raport | North Carolina FC |  |
|                  |                      |           |                   |  |

### Finał
| 13 listopada 2017 | San Francisco Deltas | 2:0raport | New York Cosmos |  |
|                   |                      |           |                 |  |